# Campeonato Africano das Nações de 2000
O Campeonato Africano das Nações de 2000 foi a 22ª edição do Campeonato Africano das Nações. Ocorreu entre 22 de janeiro a 13 de fevereiro de 2000, em Gana e na Nigéria. 
A Seleção Camaronesa de Futebol venceu a Seleção Nigeriana de Futebol na final em Lagos e faturou pela 3.ª vez o título da competição.

## Sedes oficiais
| Acra                       | Kumasi                       | Lagos                     | Cano                |
| -------------------------- | ---------------------------- | ------------------------- | ------------------- |
| Estádio Desportivo de Acra | Estádio Desportivo Baba Yara | Estádio Nacional de Lagos | Estádio Sani Abacha |
|                            |                              |                           |                     |
| Capacidade: 40 000         | Capacidade: 40 528           | Capacidade: 55 000        | Capacidade: 16 000  |

## Primeira fase

### Grupo A
| Equipa          | Pts | J | V | E | D | GM | GS |    |
| --------------- | --- | - | - | - | - | -- | -- | -- |
| Camarões        | 4   | 3 | 1 | 1 | 1 | 4  | 2  | +2 |
| Gana            | 4   | 3 | 1 | 1 | 1 | 3  | 3  | 0  |
| Costa do Marfim | 4   | 3 | 1 | 1 | 1 | 3  | 4  | -1 |
| Togo            | 4   | 3 | 1 | 1 | 1 | 2  | 3  | -1 |

| Equipa 1        | Resultado | Equipa 2        |
| --------------- | --------- | --------------- |
| Gana            | 1 - 1     | Camarões        |
| Costa do Marfim | 1 - 1     | Togo            |
| Gana            | 2 - 0     | Togo            |
| Camarões        | 3 - 0     | Costa do Marfim |
| Gana            | 0 - 2     | Costa do Marfim |
| Camarões        | 0 - 1     | Togo            |

### Grupo B
| Equipa        | Pts | J | V | E | D | GM | GS |    |
| ------------- | --- | - | - | - | - | -- | -- | -- |
| África do Sul | 7   | 3 | 2 | 1 | 0 | 5  | 2  | +3 |
| Argélia       | 5   | 3 | 1 | 2 | 0 | 4  | 2  | +2 |
| RD Congo      | 2   | 3 | 0 | 2 | 1 | 0  | 1  | -1 |
| Gabão         | 1   | 3 | 0 | 1 | 2 | 2  | 6  | -4 |

| Equipa 1      | Resultado | Equipa 2 |
| ------------- | --------- | -------- |
| África do Sul | 3 - 1     | Gabão    |
| RD Congo      | 0 - 0     | Argélia  |
| África do Sul | 1 - 0     | RD Congo |
| Argélia       | 3 - 1     | Gabão    |
| África do Sul | 1 - 1     | Argélia  |
| RD Congo      | 0 - 0     | Gabão    |

### Grupo C
| Equipa         | Pts | J | V | E | D | GM | GS |    |
| -------------- | --- | - | - | - | - | -- | -- | -- |
| Egito          | 9   | 3 | 3 | 0 | 0 | 7  | 2  | +5 |
| Senegal        | 4   | 3 | 1 | 1 | 1 | 5  | 4  | +1 |
| Zâmbia         | 2   | 3 | 0 | 2 | 1 | 3  | 5  | -2 |
| Burquina Fasso | 1   | 3 | 0 | 1 | 2 | 4  | 8  | -4 |

| Equipa 1       | Resultado | Equipa 2       |
| -------------- | --------- | -------------- |
| Egito          | 2 - 0     | Zâmbia         |
| Burquina Fasso | 1 - 3     | Senegal        |
| Egito          | 1 - 0     | Senegal        |
| Zâmbia         | 1 - 1     | Burquina Fasso |
| Egito          | 4 - 2     | Burquina Fasso |
| Zâmbia         | 2 - 2     | Senegal        |

### Grupo D
| Equipa   | Pts | J | V | E | D | GM | GS |    |
| -------- | --- | - | - | - | - | -- | -- | -- |
| Nigéria  | 7   | 3 | 2 | 1 | 0 | 6  | 2  | +4 |
| Tunísia  | 4   | 3 | 1 | 1 | 1 | 3  | 4  | -1 |
| Marrocos | 4   | 3 | 1 | 1 | 1 | 1  | 2  | -1 |
| Congo    | 1   | 3 | 0 | 0 | 3 | 0  | 2  | -2 |

| Equipa 1 | Resultado | Equipa 2 |
| -------- | --------- | -------- |
| Nigéria  | 4 - 2     | Tunísia  |
| Marrocos | 1 - 0     | Congo    |
| Nigéria  | 0 - 0     | Congo    |
| Tunísia  | 0 - 0     | Marrocos |
| Nigéria  | 2 - 0     | Marrocos |
| Tunísia  | 1 - 0     | Congo    |

## Fase final
|  | Quartas de final | Quartas de final |               |               | Semifinais     | Semifinais     |  |  | Final | Final |
|  |                  |                  |               |               |                |                |  |  |       |       |
|  |                  |                  |               |               |                |                |  |  |       |       |
|  |                  |                  |               |               |                |                |  |  |       |       |
|  | Camarões         | 2                |               |               |                |                |  |  |       |       |
|  | Camarões         | 2                |               |               |                |                |  |  |       |       |
|  | Argélia          | 1                |               |               |                |                |  |  |       |       |
|  | Argélia          | 1                | Camarões      | 3             |                |                |  |  |       |       |
|  |                  |                  | Camarões      | 3             |                |                |  |  |       |       |
|  |                  | Tunísia          | 0             |               |                |                |  |  |       |       |
|  | Egito            | Tunísia          | 0             | 0             |                |                |  |  |       |       |
|  | Egito            |                  |               | 0             |                |                |  |  |       |       |
|  | Tunísia          | 1                |               |               |                |                |  |  |       |       |
|  | Tunísia          | 1                | Camarões      | 2 (5)         |                |                |  |  |       |       |
|  |                  |                  | Camarões      | 2 (5)         |                |                |  |  |       |       |
|  |                  | Nigéria          | 2 (4)         |               |                |                |  |  |       |       |
|  | África do Sul    | Nigéria          | 2 (4)         | 1             |                |                |  |  |       |       |
|  | África do Sul    |                  |               | 1             |                |                |  |  |       |       |
|  | Gana             | 0                |               |               |                |                |  |  |       |       |
|  | Gana             | 0                | África do Sul | 0             | Terceiro lugar | Terceiro lugar |  |  |       |       |
|  |                  |                  | África do Sul | 0             | Terceiro lugar | Terceiro lugar |  |  |       |       |
|  |                  | Nigéria          | 2             |               |                |                |  |  |       |       |
|  | Nigéria          | Nigéria          | 2             | 2             | Tunísia        | 2 (3)          |  |  |       |       |
|  | Nigéria          |                  |               | 2             | Tunísia        | 2 (3)          |  |  |       |       |
|  | Senegal          | 1                |               | África do Sul | 2 (4)          |                |  |  |       |       |
|  | Senegal          | 1                |               |               | 2 (4)          |                |  |  |       |       |
|  |                  |                  |               |               |                |                |  |  |       |       |
|  |                  |                  |               |               |                |                |  |  |       |       |

## Campeão
| Campeonato Africano das Nações de 2000 |
| -------------------------------------- |
| CAMARÕES Campeão (3º título)           |